# Истислах
Истисла́х (араб. استصلاح‎ —  стремление к пользе‎), аль-масалих аль-мурсала (араб. «независимые полезные действия») — в исламском праве (фикхе) — метод выведения фетвы на основе свободного суждения о полезности его для всего общества (уммы) в тех случаях, когда невозможно вывести предписание из основных источников исламского права. Истислах является одной из категорий ар-рая и важным инструментом развития исламского права, учитывающим потребности современного исламского общества.
Истислах был разработан и применен Маликом ибн Анасом (713—795) и является одним из главных отличительных особенностей маликитского мазхаба. В той или иной степени используется всеми основными мазхабами. В ханафитском мазхабе не является независимой правовой категорией. Шафииты считают истислах частью истихсана. Известно, что этим методом также пользовался основатель ханбалитского мазхаба Ахмад ибн Ханбаль. Сподвижники пророка Мухаммада пользовались истихсаном в исключительных случаях.
Он считается разновидностью истихсана, который является методом коррекции суждения по аналогии (кияса) и не может быть применен помимо него. В отличие от истихсана, истислах полностью независим от Корана и сунны.
В основе концепции истислаха лежит идея сохранение религии и жизни мусульман, забота о них, обеспечение продолжения рода и защита их имущества. «Сторонники истислаха считают, что при отсутствии точных ответов в Коране, сунне или единодушных выводах асхабов (иджме), вопросы должны решаться с учетом приведённых выше интересов. Причём при столкновении последних предпочтение отдаётся вышестоящему, а общие интересы правоверных идут впереди индивидуальных».
Истислах имеет силу только при соблюдении нескольких условий:
- решение должно касаться только взаимоотношения мусульман и не должна касаться вопросов веры (имана);
- решение не должно противоречить ни духу, ни букве веры;
- решение не должно противоречить какому-либо положению фикха, выведенного на основании более приемлемых методов шариата;
- решение не должно противоречить доводам разума;
- польза от решения, которое принимается с помощью истислаха, должна быть очевидной, необходимой и существенной.

Пример истислаха: в случае объявления войны сбор средств, необходимых для обороны, производить только с богатых.